# Orion (米津玄师单曲)
《 Orion 》是米津玄师的第六张主要单曲，由索尼音乐唱片于2017年2月15日发行。

## 简介
这是米津玄师继上张专辑《LOSER/Number Nine》之后时隔约6个月发行的第6张单曲。
专辑主打歌《orion》被用作NHK动画《3月的狮子》第一季与第二季的片尾曲。这是米津玄师第一次负责动画的主题曲。
该单曲发售三种版本：Orion版、Lion版和普通版。Lion版附赠一张包含《3月的狮子》无字幕片尾动画的DVD。专辑封面为动画的封面。
2019年4月3日，歌曲的音乐视频在YouTube上的观看次数突破1亿 。

## 商业表现
在2月14日的Oricon日排行榜中，以19,000张的销量排名第三，次日15日以9,000张销量排名第二，同月17日以3,000张销量排名第一。此歌曲与前作《LOSER/Number Nine》连续两首歌曲成为日榜第一。截至2月27日周榜单曲排行榜第3位，销量4万张 。在3月6日当周的Billboard JAPAN Hot 100中排名第9位，在Billboard JAPAN Hot Animation中排名第2位。

## 收录内容
| CD（所有版本） | CD（所有版本）               | CD（所有版本）       | CD（所有版本） |
| 曲序           | 曲目                         | 编曲                 | 时长           |
| -------------- | ---------------------------- | -------------------- | -------------- |
| 1.             | orion                        | 米津玄師, 蔦谷好位置 | 4:43           |
| 2.             | 再见摇篮曲(ララバイさよなら) | 米津玄師             | 3:48           |
| 3.             | 翡翠之狼                     | 米津玄師             | 3:50           |
| 总时长：       | 总时长：                     | 总时长：             | 12:21          |

| DVD      | DVD                         | DVD  |
| 曲序     | 曲目                        | 时长 |
| -------- | --------------------------- | ---- |
| 1.       | 《3月的獅子》无字幕片尾动画 | 1:37 |
| 总时长： | 总时长：                    | 1:37 |

## 歌曲详情
orion
NHK 动画系列《3月的狮子》第 1 季第 2 季片尾曲。
再见摇篮曲(ララバイさよなら)
该曲在全国巡演“米津玄师2020 TOUR / HYPE”期间首次公演。
翡翠之狼
在Live表演中米津玄师模仿一只狼。

## 捆绑销售
orion
NHK动画《3月的狮子》第一季与第二季片尾曲

## 演奏
猎户座
- 米津玄师：主唱、吉他
- 堀正輝 (ARDBECK)：鼓

再见摇篮曲(ララバイさよなら)
- 米津玄师：主唱、吉他
- 须藤佑（ARDBECK）：贝斯
- 堀正輝 (ARDBECK)：鼓

翡翠之狼
- 米津玄师：主唱、吉他
- 须藤佑（ARDBECK）：贝斯
- 堀正輝 (ARDBECK)：鼓